# Isocianuri

Struttura di un generico isocianuro

Gli isocianuri (conosciuti anche con le vecchie denominazioni di isonitrili o carbilammine) sono composti organici contenenti il gruppo funzionale -N≡C. Il prefisso iso deriva dal fatto che sono isomeri dei corrispondenti cianuri organici, -C≡N, detti nitrili. Negli isocianuri il residuo organico è connesso all'atomo di azoto, non al carbonio.

## Nomenclatura
Nella nomenclatura IUPAC per i cianuri organici (R-C≡N) si usa in genere il suffisso nitrile, mentre per gli isocianuri si usa il prefisso isociano. Il termine carbilammina, ancora usato, non è in accordo con la nomenclatura sistematica, dato che una ammina deve avere tre legami singoli, mentre l'isocianuro ha un legame semplice e un legame multiplo.

## Proprietà

Strutture di risonanza di un generico isocianuro

La molecola di un isocianuro è un ibrido di risonanza tra due forme limite, una con un triplo legame tra un azoto formalmente positivo e un carbonio formalmente negativo, e un'altra con un doppio legame tra N e C, che lascia quest'ultimo con solo 6 elettroni di valenza (forma carbenica). La prima, con ottetti completi, è la più importante, anche se contiene una separazione di carica energeticamente sfavorevole  (N più elettronegativo di C), e ha maggior peso nel rappresentare l'ibrido di risonanza rispetto alla seconda forma con C senza ottetto.
Gli isocianuri sono localmente isoelettronici con il monossido di carbonio (–):C≡O:(+), oltre che con i nitrili. Gli atomi N e C sono ibridati sp e, di conseguenza, la struttura C–N–C(R3) è lineare (R rappresenta idrogeno o un qualsiasi gruppo organico) e, salvo particolari ingombri sterici dei gruppi R, gli angoli sono molto vicini a 180°;  la lunghezza del triplo legame nell'isocianuro di metile è di 115,8 pm, praticamente uguale a quella in HC≡N e CH3C≡N.
Gli isocianuri sono anche dei leganti per centri metallici, di cui si conoscono diversi complessi. Come il monossido di carbonio, anche gli isocianuri possono legarsi ad atomi metallici di transizione dando complessi organometallici del tipo M(C≡N-R)n con M in stato di ossidazione anche nullo, come in Cr(C≡N-C6H5)6, un composto cristallino rosso, stabile all'aria e facilmente solubile in benzene. Questi complessi sono analoghi ai metallocarbonili e, come questi ultimi, generalmente rispettano la regola dei 18 elettroni di valenza per il metallo M. A differenza di CO, gli isocianuri possono dare complessi stabili anche con ioni metallici positivi (2+, anche 3+). I leganti C≡N-R hanno minore capacità accettrice pi-greco e maggiore capacità donatrice sigma rispetto al CO, e ciò favorisce il legame donatore-accettore (tipico nei complessi) con ioni metallici positivi. I leganti isocianuro permettono l'ottenimento, ad esempio, di  [Fe(C≡N-R)6]2+ e [Mn(C≡N-R)6]2+, dei quali non esistono i metallocarbonili analoghi. A questo riguardo, il legante isocianuro si pone approssimativamente a metà strada tra CO e lo ione cianuro (- C≡N), quest'ultimo essendo donatore migliore, che permette di ottenere cianocomplessi anche di MIV e MV.

### Odore degli isocianuri
Il loro odore sgradevole è leggendario. Il chimico tedesco Lieke scrisse già nel 1859:
Possiede un odore penetrante, estremamente sgradevole; basta aprire un recipiente di allil [iso]cianuro per appestare l'aria di una stanza per parecchi giorni.
Ai tempi di Lieke la differenza tra cianuri e isocianuri non era ben compresa.
Il chimico tedesco Ivar Karl Ugi scrisse:
Lo sviluppo della chimica degli isocianuri ha probabilmente sofferto ... a causa dell'odore caratteristico degli isocianuri volatili, che Hofmann e Gauthier hanno descritto come "molto particolare, quasi insopportabile", "orribile" ed "estremamente angoscioso". È certo che molti potenziali ricercatori in questo campo sono stati dissuasi dall'odore.
Gli isocianuri sono stati studiati per un possibile uso come arma non letale. Esistono anche isocianuri che non hanno odore disgustoso.

## Sintesi
Il primo isocianuro, l'isocianuro di allile, fu preparato nel 1859 dal chimico tedesco Lieke facendo reagire ioduro di allile e cianuro di argento. Normalmente per alchilazione di un cianuro di un metallo alcalino si ottiene il nitrile, ma il catione Ag+ è un acido soft e protegge il carbonio terminale del cianuro. In genere gli isocianuri sono sintetizzati per reazione di ammine primarie con diclorocarbene, o per disidratazione di una formammide con ossicloruro di fosforo.
RNH2  +  :CCl2  +  2 NaOH  →  RNC  +  2NaCl  +  2H2O
RNHC(O)H  + POCl3  →  RNC  +  "PO2Cl"  +  2HCl
La sintesi di Hofmann degli isocianuri è un saggio chimico per le ammine primarie, basato sulla loro reazione con idrossido di potassio e cloroformio, che fungono da precursori di diclorocarbene. Se è presente una ammina primaria si sviluppa il terribile odore degli isocianuri.
Un'altra sintesi degli isocianuri è la reazione di composti organolitio con ossazoli e benzossazoli:
Il benzossazolo viene deprotonato in posizione 2 dal n-butillitio. Il composto litiato è in equilibrio con il 2-isocianofenolato, che viene catturato da un elettrofilo come un cloruro acilico. Nell'esempio illustrato, l'isocianuro che si forma è anche un estere, e ha odore di ciliegia anziché il caratteristico odore degli isocianuri.
Un'altra sintesi degli isocianuri prevede la condensazione di una ammina con acido formico, e successiva disidratazione della formammide risultante. Si può usare fosgene (o un precursore come il difosgène) assieme alla formammide per ottenere isocianuri.
Nel 2022 è stata sviluppata una sintesi degli isonitrili basata sull'approccio utilizzato da Ugi. La reazione vede l'impiego della meccanochimica come fonte di energia per l'attivazione del processo, e l'impiego di reagenti meno tossici rispetto alla sintesi tradizionale. Si sviluppa a partire da una formammide aromatica o alifatica che, in ambiente basico per trietilammina e carbonato di sodio, e in presenza di un agente disidratante come il tosil cloruro, va incontro ad un processo di disidratazione che porta alla formazione dell'isonitrile corrispondente in elevate rese. Parallelamente al miglioramento del processo di sintesi, questa procedura vanta un innovativo metodo di purificazione del prodotto, attuato in fase solida per aggiunta di un quantitativo stechiometrico di acqua. 

## Reattività
Gli isocianuri sono stabili in presenza di basi forti (si preparano spesso in condizioni fortemente basiche), a differenza dei nitrili, ma sono sensibili agli acidi. In presenza di acidi acquosi si idrolizzano alle corrispondenti formammidi. Alcuni isocianuri possono polimerizzare in presenza di acidi. L'idrolisi acida è un modo pratico per eliminare gli isocianuri e il loro insopportabile odore.
Gli isocianuri si usano in due reazioni multicomponente utili in chimica organica: la reazione di Ugi e la reazione di Passerini.

## Isocianuri di origine naturale
Il gruppo isocianuro è presente in varie molecole organiche estratte da organismi viventi. Il primo esempio fu scoperto nel 1957 in un estratto della muffa Penicillium notatum Westling. La xantocillina fu successivamente usata come antibiotico. In seguito sono stati isolati molti altri isocianuri. La maggior parte degli isocianuri di origine marina sono terpeni, mentre alcuni di quelli di origine terrestre derivano da α-amminoacidi.